# Biblioteca de la Universitat de Girona
La Biblioteca de la Universitat de Girona integra les biblioteques dels 3 campus de la Universitat de Girona (Barri Vell, Centre i Montilivi) i dona suport a l'aprenentatge, docència i recerca de tota la comunitat universitària.

## Història
Les primeres dades que hi ha d'una biblioteca universitària a Girona són de la biblioteca de la Universitat Lliure de Girona, recopilades de l'Arxiu Municipal de Girona per Lluís Batlle i Prats. Durant el breu període de la Universitat Lliure de Girona (1870-1874), el rector Manuel Viñas i Graugés va intentar crear i nodrir la biblioteca gràcies a donacions d'altres biblioteques, institucions culturals i particulars. Segons l'inventari recollit a l'article de Lluís Batlle, la biblioteca tenia llavors 93 volums.
A partir del 1969 Girona torna a tenir estudis universitaris amb la creació del Col·legi Universitari de Girona (adscrit a la Universitat Autònoma de Barcelona), l'Escola Universitària d'Enginyeria Tècnica (depenent de la Universitat Politècnica de Catalunya), i més tard l'Estudi General de Girona el 1985. A nivell de biblioteca universitària, a principis dels 90 hi havia a Girona quatre unitats depenent de la Universitat Autònoma de Barcelona (Ciències, Dret, Educació i Empresarials i Lletres) i una unitat depenent de la Universitat Politècnica de Catalunya.
L'any 1992, un cop creada la Universitat de Girona, es crea també la Biblioteca de la Universitat de Girona. Al llarg dels anys 90 i la primera dècada del 2000 la biblioteca està en constant moviment, fruit de la reestructuració de les unitats, els constants trasllats de fons i l'automatització del catàleg. El 2007 finalitza la construcció de les biblioteques de campus i també és en aquest període quan la biblioteca passa a convertir-se en Centre de Recursos per l'Aprenentatge i la Investigació (CRAI).

## Actualitat

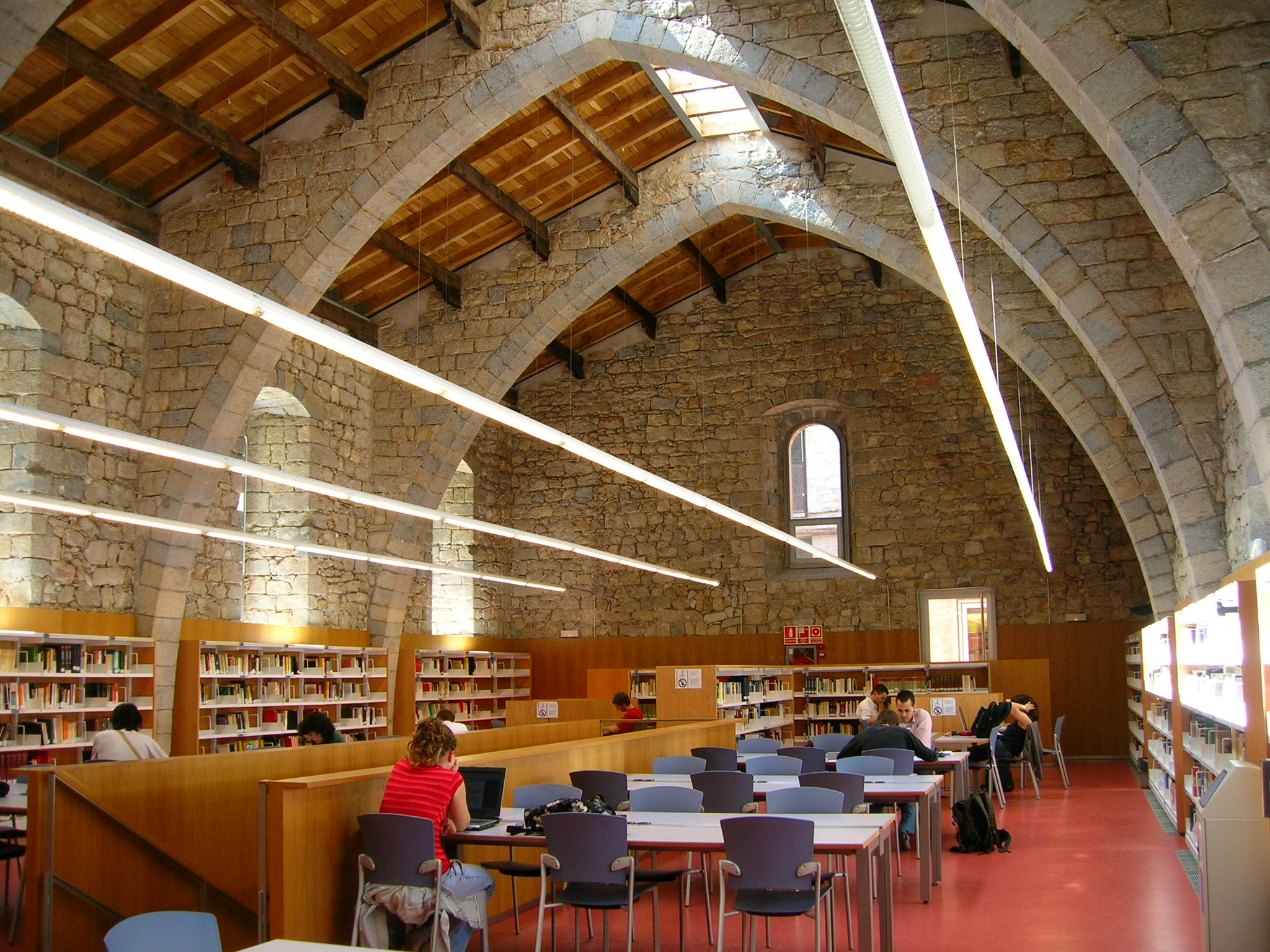
Sala gòtica de la Biblioteca del campus Barri Vell de la Universitat de Girona

Actualment la Biblioteca de la Universitat de Girona està formada per 3 biblioteques de campus:
- Biblioteca del campus Barri Vell
- Biblioteca del campus Centre
- Biblioteca del campus Montilivi

### Biblioteca del campus Barri Vell
L'edifici és un projecte dels arquitectes Joan Tarrús Galter i Jordi Bosch Genover.

La Biblioteca està distribuïda en dos edificis amb diferents nivells que ocupen una superfície total de 2.818 m2 i que permeten oferir punts de treball a 547 usuaris simultàniament.

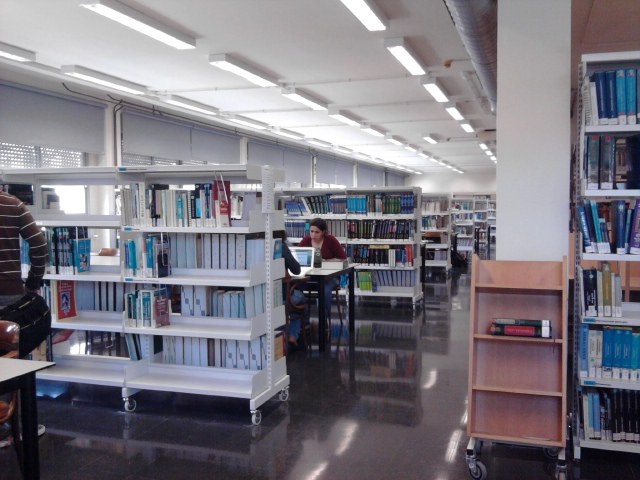
Biblioteca del campus Centre de la Universitat de Girona

Acull els fons bibliogràfics dels estudis impartits a les Facultats de Lletres, Educació i Psicologia i Turisme i Comunicació, així com la Cartoteca i el GAMAR (Gabinet de Materials i de Recerca per la Matemàtica a l'Escola).

### Biblioteca del campus Centre
La Biblioteca està situada a la 4a planta de l'edifici d'Emili Grahit (Campus Centre) i ocupa una superfície total de 600 m2 amb 242 punts de treball.
Acull els fons bibliogràfics dels estudis impartits a les Facultats d'Infermeria i de Medicina.

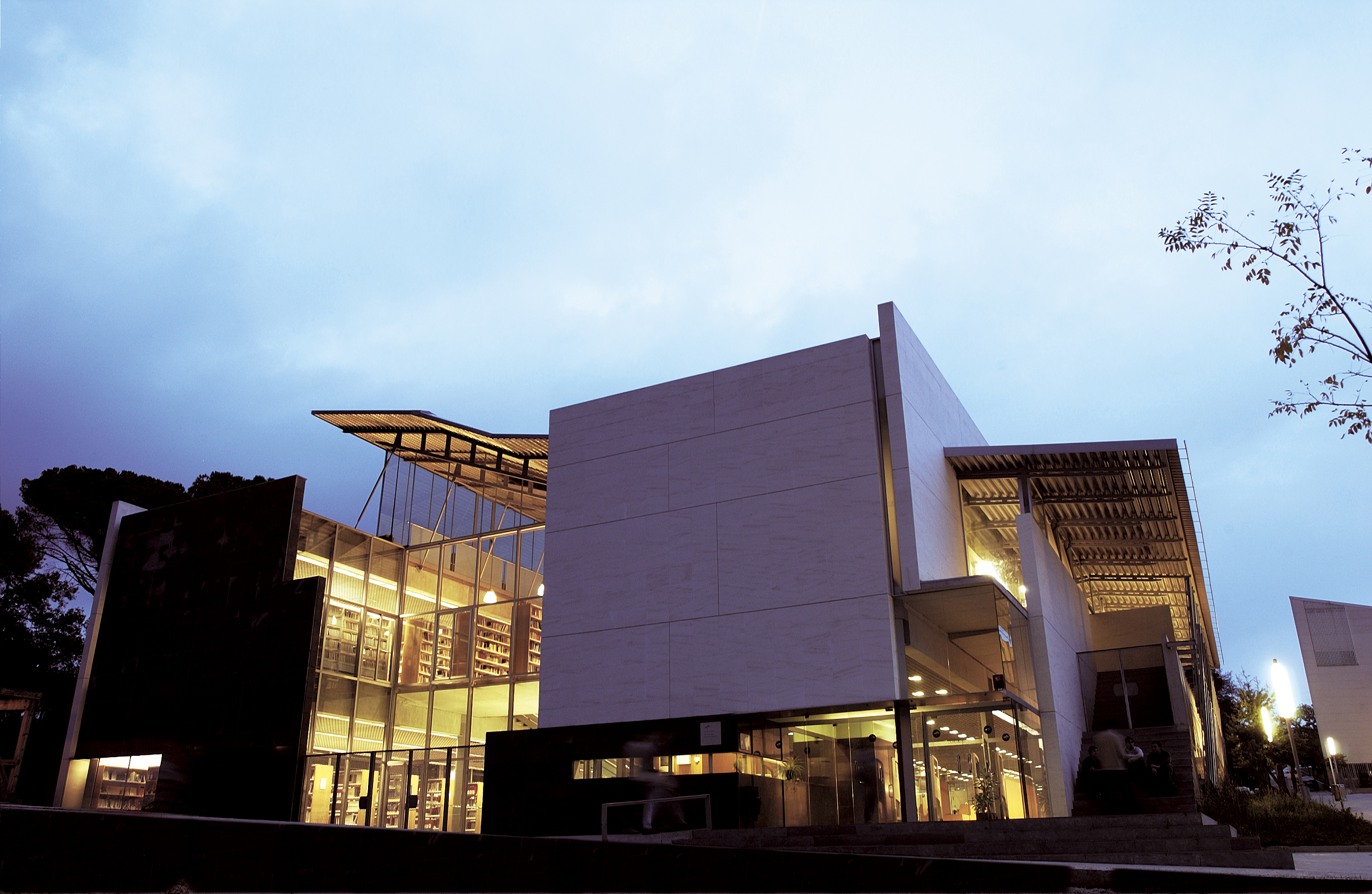
Façana de la Biblioteca del campus Montilivi de la Universitat de Girona

### Biblioteca del campus Montilivi
L'edifici és un projecte de l'arquitecte Javier San José Marqués.
La Biblioteca està distribuïda en tres plantes diàfanes, que ocupen una superfície total de 6.836 m2, que permeten oferir punts de treball a 1.066 usuaris simultàniament.
Acull els fons bibliogràfics dels estudis impartits a les Facultats de Ciències, Facultat de Ciències Econòmiques i Empresarials, Facultat de Dret, Escola Politècnica Superior i el Centre de Documentació Europea.

## Fons

### La col·lecció[9]
- Llibres: 500.000 volums, la major part relacionats amb els estudis i les línies de recerca de la Universitat
- Revistes: més de 1.500 subscripcions a revistes impreses, i col·leccions tancades de més de 8.000 títols
- Fons especials: fons personals i col·leccions especials vinculats a persones i entitats rellevants en diferents àmbits del coneixement, la cultura i la vida pública
- Biblioteca digital: més de 23.000 revistes electròniques, uns 13.000 llibres electrònics i unes 50 bases de dades
- Repositori institucional: producció documental científica i acadèmica de la Universitat de Girona en format electrònic i en obert
- Tesis doctorals: més de 1.200 tesis defensades a la Universitat de Girona des de la seva creació, en accés obert a TDX
- Fons cartogràfics: mes de 26.000 mapes en paper, que –entre altres àrees– cobreixen exhaustivament les comarques gironines i tot Catalunya
- Biblioteques vinculades: fons bibliogràfic d’entitats, fundacions, institucions, etc. adscrites a la Universitat de Girona

### El repositori de documents digitals (DUGi)[10]
El DUGi, portal d'accés als documents digitals en obert de la UdG, té com a objectiu recollir, difondre i preservar la producció documental científica i acadèmica de la Universitat de Girona en format electrònic i obert per tal de preservar-la, donar-hi visibilitat i augmentar-ne l'impacte.
El portal DUGi dona accés conjunt a tots els continguts en obert de la Universitat de Girona dipositats als diferents repositoris institucionals (DUGiDocs, DUGiMedia, DUGiFonsEspecials i DUGiImatges Arxivat 2023-03-30 a Wayback Machine.).

### Fons Especials de la Biblioteca de la Universitat de Girona[11]
La Biblioteca de la Universitat de Girona gestiona, custodia i difon des de fa 20 anys una secció de fons personals i col·leccions especials de personatges rellevants de la vida pública i intel·lectual, la ciència, la història, la filosofia i les humanitats amb l'objectiu de posar-los a l'abast de tothom.
Aquestes col·leccions especials i fons personals han arribat a la Biblioteca gràcies a la voluntat de familiars, polítics, professors, i col·laboradors i contribueixen, per una banda, a facilitar un coneixement més ampli de la nostra història, educació i cultura i, per l'altra a aprofundir en el pensament, la vida i l'obra d'aquests personatges.
- Fons Jaume Vicens Vives
- Fons Joaquim Franch
- Fons Josep Ferrater Mora
- Fons Manuel Brunet
- Fons Prudenci i Aurora Bertrana
- Fons Raimon Panikkar